# 美少女戦士セーラームーン メモリアルソングBOX
『美少女戦士セーラームーン メモリアルソングBOX』（びしょうじょせんしセーラームーン メモリアルソングボックス）は、『美少女戦士セーラームーン』アニメシリーズの放映終了以降に発売された6枚組CD-BOX作品。1997年9月20日に日本コロムビアから発売された。全111曲収録。

## 概要
『美少女戦士セーラームーン』5年間のアニメシリーズの数々の主題歌、挿入歌、イメージソング、未発表のカラオケやポエムなどもあわせて収録している。ただし、『美少女戦士セーラームーンR 〜乙女の詩集〜』『美少女戦士セーラームーンS ウラヌス・ネプチューン・ちびムーン・PLUS』などの楽曲は未収録である。また美少女戦士セーラームーン セーラースターズ キャラクターソングでリリースがかなわなかった大木理紗の歌うセーラーウラヌスイメージソング「イニシャル・U」、セーラープルートとセーラーサターンのポエムを新たに収録。
124ページもある豪華な解説書が付属したCD-BOXで、2-8頁には武内直子、主役の声優、制作スタッフ、歌手や作詞家、作曲家のコメントを収録。19-32頁には各シリーズの作品解説書、3-98頁には収録曲の曲目リスト、解説、歌詞を、100-108頁には全シリーズ各話のサブタイトルと放映日、主なスタッフのリスト、110-118頁にはCD-BOXとその他のディスコグラフィーの解説書が収録されている。
CDジャケットとBOXカバーは、武内直子新作描き下ろしのフルカラーイラストを使用している。

## 収録内容

### Disc-1 TVシリーズ主題歌コレクション
- 美少女戦士セーラームーン

1. ムーンライト伝説 [2:54]
  - 作詞：小田佳奈子／作曲：小諸鉄矢／編曲：池田大介／歌：DALI
2. HEART MOVING [3:39]
  - 作詞：津島義昭／作曲：さとうかずお／編曲：さとうかずお／歌：高松美砂絵
3. プリンセス・ムーン [4:04]
  - 作詞：武内直子／作曲：さとうかずお／編曲：さとうかずお／歌：橋本潮・アップルパイ

- 美少女戦士セーラームーンR

1. 乙女のポリシー [3:15]
  - 作詞：芹沢類／作曲：永井誠／編曲：京田誠一／歌：石田よう子

- 美少女戦士セーラームーンS

1. ムーンライト伝説 [2:53]
  - 作詞：小田佳奈子／作曲：小諸鉄矢／編曲：林有三／歌：ムーンリップス
2. タキシード･ミラージュ [3:37]
  - 作詞：武内直子／作曲：小坂明子／編曲：林有三／歌：三石琴乃・富沢美智恵・久川綾・篠原恵美・深見梨加

- 美少女戦士セーラームーンSuperS

1. 私たちになりたくて [5:22]
  - 作詞：秋元康／作曲：井上望／編曲：岩崎文紀／歌：藤谷美和子
2. “らしく”いきましょ [3:33]
  - 作詞：武内直子／作曲：水野雅夫／編曲：林有三／歌：Meu

- 美少女戦士セーラームーン セーラースターズ

1. セーラースターソング [3:53]
  - 作詞：武内直子／作曲：荒木将器／編曲：HΛL／歌：花沢加絵
2. 風も空もきっと… [4:48]
  - 作詞：上田知華／作曲：上田知華／編曲：大槻啓之／歌：観月ありさ

#### ボーナストラック
1. ムーンライト伝説（オリジナルカラオケ） [2:56]
2. HEART MOVING（オリジナルカラオケ） [3:40]
3. プリンセス・ムーン（オリジナルカラオケ） [4:05]
4. 乙女のポリシー（オリジナルカラオケ） [3:16]
5. タキシード･ミラージュ（オリジナルカラオケ） [3:38]
6. 私たちになりたくて（オリジナルカラオケ） [5:23]
7. “らしく”いきましょ（オリジナルカラオケ）[3:33]
8. セーラースターソング（オリジナルカラオケ） [3:53]
9. 風も空もきっと…（オリジナルカラオケ） [4:48]

### Disc-2 美少女戦士セーラームーン・ソングコレクション
1. 合いコトバはムーン・プリズムパワー・メイクアップ [4:22]
歌：三石琴乃
作詞：武内直子、作曲：さとうかずお、編曲：さとうかずお
2. プリンセス・ムーン [4:04]
作詞：武内直子／作曲：さとうかずお／編曲：さとうかずお／
歌：アップルパイ
3. ほっとけないよ [4:30]
歌：富沢美智恵・久川綾
作詞：武内直子／作曲：山下恭文、編曲：さとうかずお、
4. 愛のエナジーを奪え [4:45]
作詞：富田祐弘、作曲：有澤孝紀、編曲：有澤孝紀、歌：アップルパイ
5. タキシード・ナイト [5:00]
作詞：武内直子／作曲：山下恭文／編曲：さとうかずお／歌：アップルパイ
6. ルナ！ [3:39]
作詞：武内直子／作曲：さとうかずお／編曲：さとうかずお／歌：アップルパイ
7. 月にかわっておしおきよ [4:45]
作詞：富田祐弘／作曲：有澤孝紀／編曲：有澤孝紀／歌：三石琴乃・富沢美智恵・久川綾
8. 幻の銀水晶～シルバークリスタル [4:30]
  - 作詞：武内直子／作曲：橋爪麻希子・さとうかずお／編曲：さとうかずお／歌：アップルパイ
9. 夢見るだけじゃダメ [5:10]
歌：三石琴乃
作詞：小口由紀子、作曲：村上聖、編曲：村上聖
10. Someday…Someday… [5:01]
歌：久川綾
作詞：小口由紀子、作曲：村上聖、編曲：村上聖、
11. 永遠のメロディ [4:16]
作詞：野田薫、作曲：増田泉、編曲：赤坂東児／歌：富沢美智恵
12. あなたのせいじゃない [4:32]
作詞：横山武、作曲：有澤孝紀／編曲：有澤孝紀／歌：篠原恵美
13. あなたの夢をみたわ [4:32]
作詞：白峰美津子、作曲：有澤孝紀／編曲：有澤孝紀／歌：深見梨加
14. 時を超えて [4:49]
作詞：関雅夫／作曲：増田泉／編曲：赤坂東児／歌：古谷徹
15. YOU'RE JUST MY LOVE [4:17]
作詞：渡辺なつみ、作曲：増田泉、編曲：増田泉、歌：三石琴乃・古谷徹

#### ボーナストラック
1. タキシード・ナイト（オリジナルカラオケ） [4:59]

### Disc-3 美少女戦士セーラームーンR・ソングコレクション+劇場版主題歌コレクション
- 美少女戦士セーラームーンR

1. 好きと言って [4:38]
作詞：白峰美津子、作曲：上野義雄、編曲：京田誠一／歌：石田よう子
2. I am セーラームーン [5:27]
  - 作詞：武内直子／作曲：永井誠／編曲：永井誠／歌：三石琴乃
3. 同じ涙を分け合って [5:09]
  - 作詞：白峰美津子／作曲：上野義雄／編曲：京田誠一／歌：久川綾
4. 聖・炎・愛 ～Fire Soul Love～ [4:06]
  - 作詞：富田祐弘／作曲：樫原伸彦／編曲：樫原伸彦／歌：富沢美智恵
5. 抱きしめていたい [4:43]
  - 作詞：富田祐弘／作曲：有澤孝紀／編曲：樫原伸彦／歌：古谷徹
6. STARLIGHTにキスして [4:27]
  - 作詞：白峰美津子／作曲：清岡千穂／編曲：京田誠一／歌：篠原恵美
7. ルート・ヴィーナス [4:34]
  - 作詞：武内直子／作曲：永井誠／編曲：樫原伸彦／コーラス編曲：樫原伸彦・永井誠／歌：深見梨加
8. 愛の戦士 [3:38]
  - 作詞：芹沢類／作曲：樫原伸彦／編曲：樫原伸彦／歌：石田よう子

- 美少女戦士セーラームーンR 劇場版

1. Moon Revenge [4:02]
  - 作詞：冬杜花代子／作曲：小坂明子／編曲：林有三／歌：三石琴乃・久川綾・富沢美智恵・篠原恵美・深見梨加
2. I am セーラームーン [4:57]
  - 作詞：武内直子／作曲：小坂明子／編曲：林有三／歌：三石琴乃・久川綾・富沢美智恵・篠原恵美・深見梨加

- 美少女戦士セーラームーンS 劇場版

1. Moonlight Destiny [5:59]
  - 作詞：佐藤ありす／作曲：池毅／編曲：戸塚修／歌：朝川ひろこ
2. セーラーチームのテーマ [3:57]
  - 作詞：武内直子／作曲：小坂明子／編曲：戸塚修／歌：朝川ひろこ

- 美少女戦士セーラームーンSuperS 劇場版

1. Morning Moonで会いましょう [4:30]
  - 作詞：佐藤ありす／作曲：鈴木キサブロー／編曲：戸塚修／歌：プリティキャスト
2. 三時の妖精 [3:26]
  - 作詞：佐藤ありす／作曲：有澤孝紀／編曲：有澤孝紀／歌：プリティキャスト・森の木児童合唱団

#### ボーナストラック
1. 好きと言って（オリジナルカラオケ） [4:39]
2. 愛の戦士（オリジナルカラオケ） [3:37]

### Disc-4 美少女戦士セーラームーンセーラースターズ・ソングコレクション
1. セーラームーン・クリスマス [3:47]
  - 作詞：武内直子／作曲：有澤孝紀／編曲：亀山耕一郎／歌：三石琴乃・久川綾・富沢美智恵・篠原恵美・深見梨加
2. ゴールデンクイーン・ギャラクシア [4:00]
  - 作詞：武内直子／作曲：亀山耕一郎／編曲：亀山耕一郎／歌：堀江美都子
3. 流れ星へ [4:45]
  - 作詞：武内直子／作曲：鈴木キサブロー／編曲：大谷和夫／歌：新山志保・津野田なるみ・坂本千夏
4. とどかぬ想い－my friend's love－ [3:52]
  - 作詞：武内直子／作曲：有澤孝紀／編曲：有澤孝紀／歌：新山志保・津野田なるみ・坂本千夏
5. 銀河一身分違いな片想い [4:20]
  - 作詞：武内直子／作曲：亀山耕一郎／編曲：亀山耕一郎／歌：新山志保
6. 力を合わせて [6:06]
  - 作詞：武内直子／作曲：一ノ瀬響／編曲：一ノ瀬響／歌：津野田なるみ
7. 真夜中ひとり [3:34]
  - 作詞：武内直子／作曲：出口雅生／編曲：出口雅生／歌：坂本千夏
8. イニシャル・U [4:35]
  - 作詞：武内直子／作曲：有澤孝紀・猪股義周／編曲：有澤孝紀・猪股義周／歌：大木理紗
9. 戦士の想い [5:04]
  - 作詞：武内直子／作曲：池毅／編曲：亀山耕一郎／歌：勝生真沙子
10. バイバイって言った [4:15]
  - 作詞：三ッ浦孝／作曲：有澤孝紀／編曲：Allie Watz・猪股義周／歌：荒木香恵
11. 炎の狙撃者（FLAME SNIPER） [4:50]
  - 作詞：武内直子／作曲：有澤孝紀／編曲：Allie Watz・鈴木浩之／歌：富沢美智恵
12. あしたもまた自転車 [3:55]
  - 作詞：武内直子／作曲：有澤孝紀／編曲：Allie Watz・猪股義周／歌：久川綾
13. We believe you [5:03]
  - 作詞：武内直子／作曲：金住重里／編曲：金住重里／歌：篠原恵美
14. 愛の女神のHow to love [5:11]
  - 作詞：武内直子／作曲：亀山耕一郎／編曲：亀山耕一郎／歌：深見梨加
15. 愛をしんじてる [4:01]
  - 作詞：武内直子／作曲：有澤孝紀／編曲：Allie Watz・梶亮／歌：三石琴乃
16. もっとすてきな朝がくるよ [4:13]
  - 作詞：中田有博／作曲：清岡千穂／編曲：HΛL／歌：花沢加絵

### Disc-5 美少女戦士セーラームーンセーラースターズ・プロローグ&ポエムコレクション
- セーラームーン・クリスマス

1. プロローグ [3:11]
脚本・構成：田神悠／声の出演：三石琴乃・久川綾・富沢美智恵・篠原恵美・深見梨加
使用BGM：「セーラームーン・クリスマス」～インストバージョン～（作曲：有澤孝紀／編曲：亀山耕一郎）
2. ポエム [3:49]
脚本・構成：田神悠／ナレーション：三石琴乃・久川綾・富沢美智恵・篠原恵美・深見梨加
使用BGM：「セーラームーン・クリスマス」～オルゴールバージョン～（作曲：有澤孝紀／編曲：亀山耕一郎）

- セーラーギャラクシア

1. プロローグ [2:15]
脚本・構成：田神悠／声の出演：堀江美都子
使用BGM：「ゴールデンクイーン・ギャラクシア」～インストバージョン～（作・編曲：亀山耕一郎）
2. ポエム [2:48]
脚本・構成：田神悠／ナレーション：堀江美都子
使用BGM：「ゴールデンクイーン・ギャラクシア」～オルゴールバージョン～（作曲：有澤孝紀／編曲：亀山耕一郎）

- セーラースターファイター／星野光

1. プロローグ [1:39]
脚本・構成：田神悠／声の出演：新山志保
使用BGM：「銀河一身分違いな片想い」～インストバージョン～（作・編曲：亀山耕一郎）
2. ポエム [3:02]
脚本・構成：田神悠／ナレーション：新山志保
使用BGM：「銀河一身分違いな片想い」～オルゴールバージョン～（作・編曲：亀山耕一郎）

- セーラースターメイカー／大気光

1. プロローグ [2:28]
脚本・構成：田神悠／声の出演：津野田なるみ
使用BGM：「力を合わせて」～インストバージョン～（作・編曲：一ノ瀬響）
2. ポエム [2:27]
脚本・構成：田神悠／ナレーション：津野田なるみ
使用BGM：「力を合わせて」～オルゴールバージョン～（作・編曲：一ノ瀬響）

- セーラースターヒーラー／夜天光

1. プロローグ [2:28]
脚本・構成：田神悠／声の出演：坂本千夏
使用BGM：「真夜中ひとり」～インストバージョン～（作・編曲：出口雅生）
2. ポエム [3:02]
脚本・構成：田神悠／ナレーション：坂本千夏
使用BGM：「真夜中ひとり」～オルゴールバージョン～（作・編曲：出口雅生）

- セーラーネプチューン／海王みちる

1. プロローグ [2:31]
脚本・構成：田神悠／声の出演：勝生真沙子
使用BGM：「戦士の想い」～インストバージョン～（作曲：池毅／編曲：亀山耕一郎）
2. ポエム [2:17]
脚本・構成：田神悠／ナレーション：勝生真沙子
使用BGM：「戦士の想い」～オルゴールバージョン～（作曲：池毅／編曲：亀山耕一郎）

- セーラープルート／冥王せつな

1. プロローグ [1:36]
脚本・構成：武内直子／声の出演：川島千代子
使用BGM：「ガーネットガーディアン」～インストバージョン～（作・編曲：有澤孝紀・猪股義周）
2. ポエム [1:32]
脚本・構成：武内直子／ナレーション：川島千代子
使用BGM：「ガーネットガーディアン」～オルゴールバージョン～（作・編曲：有澤孝紀・猪股義周）

- セーラーサターン／土萠ほたる

1. プロローグ [3:01]
脚本・構成：武内直子／声の出演：皆口裕子
使用BGM：「再来」～インストバージョン～（作・編曲：有澤孝紀・猪股義周）
2. ポエム [2:02]
脚本・構成：武内直子／ナレーション：皆口裕子
使用BGM：「再来」～オルゴールバージョン～（作・編曲：有澤孝紀・猪股義周）

- セーラーちびムーン／ちびうさ

1. プロローグ [3:01]
脚本：武内直子／構成：田神悠／声の出演：荒木香恵
使用BGM：「バイバイって言った」～インストバージョン～（作曲：有澤孝紀／編曲：Allie Watz・猪股義周）
2. ポエム [1:19]
脚本：武内直子／構成：田神悠／ナレーション：荒木香恵
使用BGM：「バイバイって言った」～オルゴールバージョン～（作・編曲：有澤孝紀）

- セーラーマーズ／火野レイ

1. プロローグ [2:43]
脚本：武内直子／構成：田神悠／声の出演：富沢美智恵
使用BGM：「炎の狙撃者（FLAME SNIPER）」～インストバージョン～（作曲：有澤孝紀／編曲：Allie Watz・鈴木浩之）
2. ポエム [3:22]
脚本：武内直子／構成：田神悠／ナレーション：富沢美智恵
使用BGM：「炎の狙撃者（FLAME SNIPER）」～オルゴールバージョン～（作・編曲：有澤孝紀）

- セーラーマーキュリー／水野亜美

1. プロローグ [2:00]
脚本：武内直子／構成：大門豊／声の出演：久川綾
使用BGM：「あしたもまた自転車」～インストバージョン～（作曲：有澤孝紀／編曲：Allie Watz・猪股義周）
2. ポエム [2:21]
脚本：武内直子／構成：田神悠／ナレーション：久川綾
使用BGM：「あしたもまた自転車」～オルゴールバージョン～（作・編曲：有澤孝紀）

- セーラージュピター／木野まこと

1. プロローグ [1:53]
脚本：武内直子／構成：三ッ浦孝／声の出演：篠原恵美
使用BGM：「We believe you」～インストバージョン～（作・編曲：金住重里）
2. ポエム [4:11]
脚本：武内直子／構成：三ッ浦孝／ナレーション：篠原恵美
使用BGM：「We believe you」～オルゴールバージョン～（作・編曲：金住重里）

- セーラーヴィーナス／愛野美奈子

1. プロローグ [1:58]
脚本：武内直子／構成：三ッ浦孝／声の出演：深見梨加
使用BGM：「愛の女神のHow to love」～インストバージョン～（作曲：有澤孝紀／編曲：Allie Watz・梶亮）
2. ポエム [2:49]
脚本：武内直子／構成：三ッ浦孝／ナレーション：深見梨加
使用BGM：「愛の女神のHow to love」～オルゴールバージョン～（作・編曲：有澤孝紀）

- エターナルセーラームーン／月野うさぎ

1. プロローグ [3:02]
脚本：武内直子／構成：三ッ浦孝／声の出演：三石琴乃
使用BGM：「愛をしんじてる」～インストバージョン～（作曲：有澤孝紀／編曲：Allie Watz・梶亮）
2. ポエム [2:58]
脚本：武内直子／構成：三ッ浦孝／ナレーション：三石琴乃
使用BGM：「愛をしんじてる」～オルゴールバージョン～（作・編曲：有澤孝紀）

### Disc-6 美少女戦士セーラームーンシリーズ・未発表カラオケベストコレクション
- 美少女戦士セーラームーンR 劇場版

1. Moon Revenge（オリジナルカラオケ） [4:04]
2. I am セーラームーン（オリジナルカラオケ） [4:58]

- 美少女戦士セーラームーンS 劇場版

1. Moonlight Destiny（オリジナルカラオケ） [5:59]
2. セーラーチームのテーマ（オリジナルカラオケ） [3:57]

- 美少女戦士セーラームーンSuperS 劇場版

1. Morning Moonで会いましょう（オリジナルカラオケ） [4:31]
2. 三時の妖精（オリジナルカラオケ） [3:26]

- 美少女戦士セーラームーン セーラースターズ

1. もっとすてきな朝がくるよ（オリジナルカラオケ） [4:16]

- 美少女戦士セーラームーン

1. 合いコトバはムーン・プリズムパワー・メイクアップ（オリジナルカラオケ） [4:23]
2. ほっとけないよ（オリジナルカラオケ） [4:31]
3. 月にかわっておしおきよ（オリジナルカラオケ） [4:40]
4. 夢見るだけじゃダメ（オリジナルカラオケ） [5:13]
5. Someday…Someday…（オリジナルカラオケ） [5:02]
6. 永遠のメロディ（オリジナルカラオケ） [4:16]
7. あなたのせいじゃない（オリジナルカラオケ） [4:32]
8. あなたの夢をみたわ（オリジナルカラオケ） [4:34]
9. YOU'RE JUST MY LOVE（オリジナルカラオケ） [4:12]